# Eurystylops desertorum
Eurystylops desertorum är en insektsart som först beskrevs av Richard Mitchell Bohart 1941.  Eurystylops desertorum ingår i släktet Eurystylops och familjen stekelvridvingar. Inga underarter finns listade i Catalogue of Life.